# Universidad Internacional de Valencia
La Universidad Internacional de Valencia (en valenciano y oficialmente Universitat Internacional Valenciana), es una universidad privada española de educación en linea, propiedad de Grupo Planeta. Reconocida oficialmente por el Ministerio de Universidades de España, con sede principal en la ciudad de Valencia, España. 
La Universidad imparte 135 títulos (101 de máster -tres de ellos diplomados- y 34 de grados) en las áreas: Artes y Humanidades, Ciencia y Tecnología, Ciencias de la Salud, Ciencias Económicas y Administrativas, Comunicación, Educación y Jurídica todo dentro del ámbito del Espacio Europeo de Educación Superior. Además 3 doctorados y registra 58 grupos de investigación reconocidos oficialmente.
El sistema de gestión de calidad de la universidad ha gestionado de parte de la Agencia Nacional de Evaluación de la Calidad y Acreditación (ANECA), el reconocimiento en Sistema de Aseguramiento Interno de la Calidad certificado del diseño según el Programa AUDIT International. También cuenta con certificación ISO 9001:2015 Sistemas de Gestión de Calidad y certificación en Calidad del servicio - ServiCert ambos otorgados por la firma SGS (Société Générale de Surveillance).
Hasta el año 2024, registra unos 68.000 graduados y unos 26.500 estudiantes activos de 87 nacionalidades diferentes. Registra más de 12.000 convenios y colaboraciones con empresas e instituciones a nivel mundial, destacándose en el ámbito académico acuerdos de cooperación con diversas universidades.

## Historia

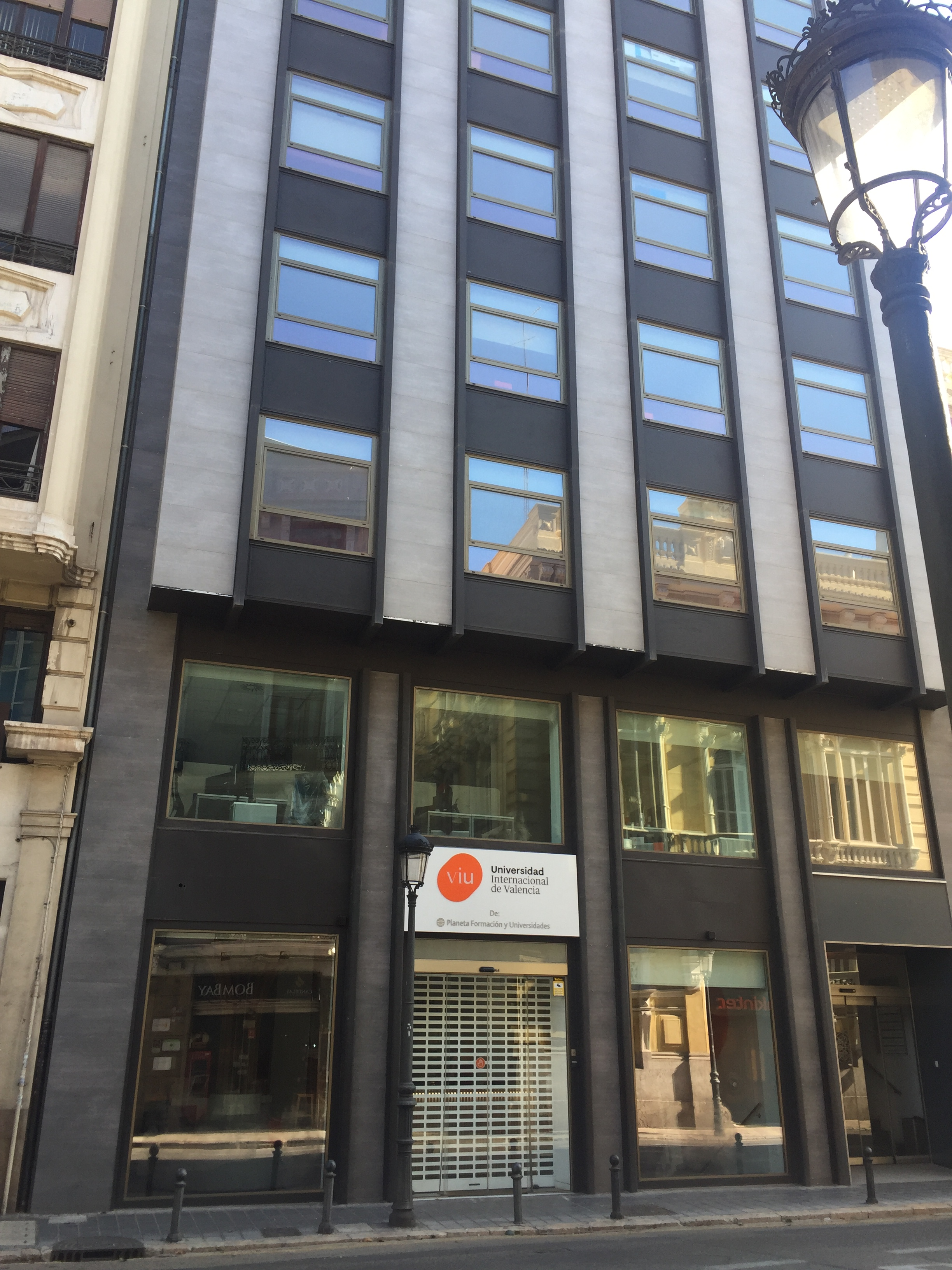
Sede principal de la VIU en Valencia, España

Fue creada en 2008 por la Generalidad Valenciana (el Gobierno Autonómico de la Comunidad Valenciana) como entidad privada sin ánimo de lucro, con el nombre Universidad Internacional Valenciana. Al igual que el resto de las universidades españolas, está sujeta al ordenamiento universitario español y europeo vigente.
La actividad de la Universidad comenzó en 2009, después de que se aprobase el reglamento correspondiente. En 2013, la Generalidad vendió el 70% de la sociedad al Grupo Planeta, que se hizo cargo de su gestión y administración, por lo que el grupo empresarial educativo es el mayor accionista.
En 2022 recibió la aprobación de parte de la Generalidad Valenciana para aperturar su escuela de doctorado.

## Símbolos institucionales

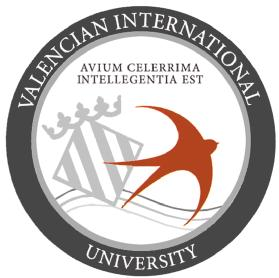
Primer escudo oficial de la Universidad Internacional Valenciana

Desde su creación en 2008 la universidad se identificó con un escudo académico de composición circular, comprendido en su interior por el escudo de la ciudad de Valencia, la golondrina y las olas del mar Mediterráneo. Con el lema "Rápida difusión de Inteligencia de las aves" escrito en latín. 
También se contó con logotipo corporativo y mascota universitaria. Elementos visuales que han sido actualizados con el paso del tiempo respondiendo a las necesidades educativas y empresariales de la institución.
La última actualización de la identidad corporativa se dio en el año 2020 a cargo de la agencia española Summa.

## Estudios
VIU divide sus títulos en cuatro facultades y una escuela superior: Facultad de Ciencias de la Salud, Facultad de Artes, Humanidades y Comunicación, Facultad de Ciencias Sociales y Jurídicas, Facultad de Ciencias de la Educación, Escuela Superior de Ingeniería, Ciencia y Tecnología.
Las áreas de conocimiento en las que divide su oferta formativa son siete: Artes y Humanidades, Ciencia y Tecnología, Ciencias de la Salud, Empresa, Comunicación, Educación y Jurídico.
En cuanto al tipo de estudio que los estudiantes pueden escoger, la institución imparte tanto cursos especializados como Grados y Másteres.

## Metodología
En la Universidad Internacional de Valencia las clases magistrales se emiten por videoconferencia en directo, emulando una clase presencial a través de Internet. Todas las clases quedan grabadas para su consulta posterior. En su metodología, la asistencia a clase no es obligatoria.

## Sedes
La Universidad Internacional de Valencia ofrece formación online en todas sus áreas de estudio, pero cuenta con varias sedes en distintos países. Su sede principal está ubicada en la calle Pintor Sorolla, 21 de Valencia, España. Desde ella se encargan de todas las labores administrativas y de gestión de la institución, así como también se preparan las clases que son ofrecidas por videoconferencia a los estudiantes.
El edificio principal de VIU tiene más de 3.000 metros cuadrados que están distribuidos en 7 plantas, en los que se han habilitado distintos espacios para realizar en ellos masterclass, ponencias y diversas actividades académicas, además de albergar su Biblioteca Virtual. 
Este edificio se ha diseñado bajo el compromiso de reducir el impacto ecológico para el medioambiente. Para ello, cuenta con el sistema LEED® (Leadership in Energy and Environmental Design) enfocado a la construcción de edificios e interiores “verdes”, que además tiene reconocimiento internacional.
Las otras sedes de la VIU están presentes en las siguientes localizaciones:
- Calle Príncipe de Vergara, 108 - Madrid (España)
- Calle 76 No. 11-35 Piso 6 - Bogotá (Colombia)
- Edificio Prisma Tower. Avenida Juan de Aliaga 427, 7º piso. - Lima (Perú)

Además, también cuenta con un Campus Virtual desde el que los alumnos pueden acceder a todo el programa formativo de sus estudios, así como a los recursos digitales de clases online y otras herramientas para el desarrollo de cada curso, máster o grado.

## Organización y administración
El organigrama de la Universidad Internacional de Valencia está conformado de la siguiente manera:
| Nombre                        | Cargo                                                                             |
| ----------------------------- | --------------------------------------------------------------------------------- |
| Eva María Giner Larza         | Rectora                                                                           |
| Carmen González Gasca         | Vicerrectora de Profesorado                                                       |
| Amelia N. Ruiz Molina         | Vicerrectora de Profesorado y Ordenación Académica                                |
| Mónica Rodríguez Gascó        | Vicerrectora de Calidad y Sostenibilidad en Universidad Internacional de Valencia |
| Consuelo García Tamarit       | Vicerrectora de Docencia e Innovación Educativa                                   |
| José Sepúlveda                | Vicerrector de Tecnología y Transformación Digital                                |
| José Martí Parreño            | Vicerrector de Investigación, Transferencia e Internacionalización                |
| Joan Manuel Oleaque Moreno    | Decano de la Facultad de Artes, Humanidades y Comunicación                        |
| Patricia Castellanos Pineda   | Vicedecana de la Facultad de Artes, Humanidades y Comunicación                    |
| Néstor Sánchez Doreste        | Decano de la Escuela Superior de Ingeniería, Ciencia y Tecnología                 |
| Juan Francisco Gómez García   | Vicedecano de la Escuela Superior de Ingeniería, Ciencia y Tecnología             |
| Vicente Antonio Gea Caballero | Decano de la Facultad de Ciencias de la Salud                                     |
| Sara Puig Pérez               | Vicedecana de la Facultad de Ciencias de la Salud                                 |
| Julia Martínez Candado        | Decana de la Facultad de Ciencias Sociales y Jurídicas                            |
| Javier Casanoves              | Vicedecano de la Facultad de Ciencias Sociales y Jurídicas                        |
| Ignacio De Angelis            | Vicedecano del Área de Empresa de la Facultad de Ciencias Sociales y Jurídicas    |
| Cristina López López          | Vicedecana del Área de Jurídico de la Facultad de Ciencias Sociales y Jurídicas   |
| Jesús E. Albertos San José    | Decano de la Facultad de Ciencias de la Educación                                 |
| Ana Rodríguez Martín          | Vicedecana de Grados de la Facultad de Ciencias de la Educación                   |
| Tatiana Jordá Fabra           | Vicedecana de Postgrados de la Facultad de Ciencias de la Educación               |
| Francesc Llorens              | Vicedecano de la Facultad de Ciencias de la Educación                             |

## Honoris Causa
El título de doctor honoris causa por la Universidad Internacional de Valencia ha sido entregado a Vicente Vallés (2024), María A. Blasco (2022), Eduardo Mendoza (2019), Pedro Cavadas (2012) y el abogado Javier Cremades (2013).

## Tecnología
El Campus Virtual de la Universidad está basado en el sistema de gestión de aprendizaje Blackboard Learn 9.1, que fue premiado en 2020 en los premios Catalyst como uno de los mejores del mundo en experiencia de usuario.
En el pasado, la Universidad utilizaba un entorno de aprendizaje basado en el Proyecto Sakai que, en 2012, fue uno de los receptores del "Premio a la Innovación de Enseñanza con Sakai" de la Fundación homónima, por "TIC en la educación". Fue la primera universidad española en recibir este premio, que incluye a ganadores de las principales instituciones educativas del mundo.

## Premios y reconocimientos
- Blackboard Catalyst Awards 2021 Categoría Teaching and Learning.[20]
- World University Ranking de Studocu. Mejor Universidad Online de España.[21]
- La Maestría oficial en administración y dirección de empresas (MBA), fue reconocida como el mejor MBA Universitario según el ranking de Portal MBA (2020). Además, es uno de los mejores MBA online de EEUU, Latinoamérica y España según el Ranking FSO.[22]
- Su campus virtual ha sido reconocido cuatro años consecutivos (2020, 2021, 2022, 2023) con el Premio Internacional Catalyst Awards otorgado por Anthology como el mejor de España y uno de los mejores del mundo en experiencia de usuario.[23] Es considerada por sus alumnos como la mejor universidad online de España y del mundo hispanohablante.[21][24][25][26]